# Muangthong United Football Club
Il Muangthong United Football Club è una società calcistica thailandese con sede nel quartiere Muang Thong Thani della città di Pak Kret. Milita nella Thai League 1, la massima divisione del campionato thailandese.
Ha vinto 4 campionati e 2 Coppe di Lega thailandesi.

## Storia
Fondato nel 1989 come Norgjorg Pittayanusorn School Football Team da Worawee Makudi, futuro presidente della Federcalcio thailandese, il club variò denominazione in Norgjorg Black Pearl nel 2003. 
Nel 2007, vinse il campionato di seconda serie, guadagnando l'accesso alla massima divisione. Tra il 2009 e il 2012, la squadra conquistò tre titoli nazionali e una Kor Royal Cup. Il 2010 fu anche l'anno della prima, storica partecipazione alla Champions League asiatica, competizione dalla quale fu eliminata ai playoff dal Warriors Football Club.
Nel 2016, trascinato dal centravanti brasiliano Cleiton Silva, il club conquistò il quarto titolo e la prima Thai League Cup, condividendo la vittoria in coppa con il Buriram United. Gli ultimi trionfi risalgono alla stagione successiva, al termine della quale il Muangthong aggiunse in bacheca ancora una Thai League Cup e una Thailand Champions Cup, battendo in finale rispettivamente il Chiangrai United (2-0) e il Sukhothai (5-0).

## Allenatori
| N. |                          | Ruolo | Calciatore              |
| -- | ------------------------ | ----- | ----------------------- |
| 1  | Thailandia (bandiera)    | P     | Kittipong Phuthawchueak |
| 3  | Thailandia (bandiera)    | D     | Chatchai Saengdao       |
| 4  | Corea del Sud (bandiera) | D     | Hong Jeong-un           |
| 5  | Uzbekistan (bandiera)    | D     | Abbos Otakhonov         |
| 6  | Thailandia (bandiera)    | C     | Teeraphol Yoryoei       |
| 8  | Singapore (bandiera)     | A     | Jacob Mahler            |
| 9  | Uganda (bandiera)        | A     | Melvyn Lorenzen         |
| 10 | Thailandia (bandiera)    | A     | Poramet Arjvirai        |
| 11 | Svezia (bandiera)        | C     | Emil Roback             |
| 14 | Thailandia (bandiera)    | C     | Sorawit Panthong        |
| 18 | Thailandia (bandiera)    | A     | Korawich Tasa           |
| 19 | Thailandia (bandiera)    | D     | Tristan Do              |
| 20 | Filippine (bandiera)     | D     | John-Patrick Strauß     |

| N. |                       | Ruolo | Calciatore                  |
| -- | --------------------- | ----- | --------------------------- |
| 21 | Thailandia (bandiera) | C     | Purachet Thodsanit          |
| 22 | Francia (bandiera)    | D     | Aly Cissokho                |
| 24 | Thailandia (bandiera) | C     | Wongsakorn Chaikultewin     |
| 27 | Thailandia (bandiera) | D     | Thanakorn Phramdech         |
| 29 | Thailandia (bandiera) | D     | Songwut Kraikruan           |
| 30 | Thailandia (bandiera) | P     | Peerapong Ruennin           |
| 31 | Thailandia (bandiera) | C     | Pannawat Chote-jirachaithon |
| 32 | Thailandia (bandiera) | C     | Atikun Mheetuam             |
| 33 | Thailandia (bandiera) | D     | Wattanakorn Sawatlakhorn    |
| 36 | Thailandia (bandiera) | P     | Khanokchai Thalodthaisong   |
| 37 | Thailandia (bandiera) | C     | Picha Autra (capitano)      |
| 39 | Thailandia (bandiera) | D     | Boontawee Theppawong        |
| 67 | Thailandia (bandiera) | C     | Nitisak Anulun              |

| N. |                          | Ruolo | Calciatore              |
| -- | ------------------------ | ----- | ----------------------- |
| 1  | Thailandia (bandiera)    | P     | Kittipong Phuthawchueak |
| 3  | Thailandia (bandiera)    | D     | Chatchai Saengdao       |
| 4  | Corea del Sud (bandiera) | D     | Hong Jeong-un           |
| 5  | Uzbekistan (bandiera)    | D     | Abbos Otakhonov         |
| 6  | Thailandia (bandiera)    | C     | Teeraphol Yoryoei       |
| 8  | Singapore (bandiera)     | A     | Jacob Mahler            |
| 9  | Uganda (bandiera)        | A     | Melvyn Lorenzen         |
| 10 | Thailandia (bandiera)    | A     | Poramet Arjvirai        |
| 11 | Svezia (bandiera)        | C     | Emil Roback             |
| 14 | Thailandia (bandiera)    | C     | Sorawit Panthong        |
| 18 | Thailandia (bandiera)    | A     | Korawich Tasa           |
| 19 | Thailandia (bandiera)    | D     | Tristan Do              |
| 20 | Filippine (bandiera)     | D     | John-Patrick Strauß     |

| N. |                       | Ruolo | Calciatore                  |
| -- | --------------------- | ----- | --------------------------- |
| 21 | Thailandia (bandiera) | C     | Purachet Thodsanit          |
| 22 | Francia (bandiera)    | D     | Aly Cissokho                |
| 24 | Thailandia (bandiera) | C     | Wongsakorn Chaikultewin     |
| 27 | Thailandia (bandiera) | D     | Thanakorn Phramdech         |
| 29 | Thailandia (bandiera) | D     | Songwut Kraikruan           |
| 30 | Thailandia (bandiera) | P     | Peerapong Ruennin           |
| 31 | Thailandia (bandiera) | C     | Pannawat Chote-jirachaithon |
| 32 | Thailandia (bandiera) | C     | Atikun Mheetuam             |
| 33 | Thailandia (bandiera) | D     | Wattanakorn Sawatlakhorn    |
| 36 | Thailandia (bandiera) | P     | Khanokchai Thalodthaisong   |
| 37 | Thailandia (bandiera) | C     | Picha Autra (capitano)      |
| 39 | Thailandia (bandiera) | D     | Boontawee Theppawong        |
| 67 | Thailandia (bandiera) | C     | Nitisak Anulun              |

| Thai League 1 2024–25 | Thai League 1 2024–25 |
| --- | --------------------- |
| Bangkok Utd · BG Pathum Utd · Buriram Utd · Chiangrai Utd · Khon Kaen Utd · Lamphun Warriors · Muangthong Utd · Nakhon Pathom Utd · Nongbua Pitchaya · Nakhon Ratchasima · Port · PT Prachuap · Ratchaburi · Rayong · Sukhothai · Uthai Thani |                       |